# Olympique Gymnaste Club de Nice 1932-1933
Questa voce raccoglie le informazioni riguardanti l'Olympique Gymnaste Club de Nice nelle competizioni ufficiali della stagione 1932-1933.

## Maglie e sponsor
| Manica sinistra · Maglietta · Maglietta · Manica destra · Pantaloncini · Calzettoni |

## Rosa
| N. |                    | Ruolo | Calciatore              |
| -- | ------------------ | ----- | ----------------------- |
|    | Francia (bandiera) | P     | Joseph Bessero          |
|    | Francia (bandiera) | P     | Raoul Chaisaz           |
|    | Francia (bandiera) | D     | Maurice Caron           |
|    | Francia (bandiera) | D     | Jean Cauvin             |
|    | Francia (bandiera) | D     | Gabriel Falcon          |
|    | Francia (bandiera) | D     | Jean Georgenthum        |
|    | Francia (bandiera) | D     | Lucien Magnon           |
|    | Francia (bandiera) | C     | Alexis Audoly           |
|    | Francia (bandiera) | C     | André-Gustave Ballereau |
|    | Francia (bandiera) | C     | Pierre Bessero          |
|    | Francia (bandiera) | C     | Jean Bouthiaux          |
|    | Francia (bandiera) | C     | Jean Brusini            |
|    | Italia (bandiera)  | C     | Edmondo Della Valle     |

| N. |                     | Ruolo | Calciatore              |
| -- | ------------------- | ----- | ----------------------- |
|    | Ungheria (bandiera) | C     | Aldabert Hawlik         |
|    | Italia (bandiera)   | C     | Giovanni Lardi          |
|    | Ungheria (bandiera) | C     | Rezsö Lyka              |
|    | Francia (bandiera)  | C     | René Raschoffer         |
|    | Italia (bandiera)   | C     | Francesco Rier          |
|    | Ungheria (bandiera) | C     | Rezső Somlai-Stolzparth |
|    | Francia (bandiera)  | A     | Jean Bouthiaux          |
|    | Francia (bandiera)  | A     | Emile Denegri           |
|    | Francia (bandiera)  | A     | Jean Mary               |
|    | Francia (bandiera)  | A     | Albert Rode             |
|    | Francia (bandiera)  | A     | Ernest Rolly            |
|    | Francia (bandiera)  | A     | Paul Tilmont            |
|    | Italia (bandiera)   | A     | Ernesto Tomasi          |